# اکس‌کلاک
اکس‌کلاک (به انگلیسی: Xclock) ساعت گرافیکی استاندارد در سیستم پنجره‌ای اکس است. این ساعت قادر است زمان را هم به صورت دیجیتال و هم به صورت آنالوگ نشان دهد. زمان به صورت پیوسته و طی دوره تناوبی که کاربر در نظر می‌گیرد، بروز می‌شود. همانند دیگر برنامه‌های سیستم اکس، xclock را هم می‌توان به کمک منابع اکس یا به کمک آرگومان‌های خط فرمانی پیکربندی و سفارشی کرد.